# Portage la Prairie
Portage la Prairie – miasto w Kanadzie, w południowo-zachodniej części prowincji Manitoba, nad rzeką Assiniboine. Populacja 13 270 osób. Siedziba otaczającej je gminy wiejskiej Portage la Prairie. 
Nazwa miasta pochodzi od francuskiego słowa portage oznaczającego przejście, w tym przypadku umożliwiające przepłynięcie z rzeki Assiniboine do jeziora Manitoba drogą wodną.
Burmistrzem miasta jest od 2022 roku Sharylin Knox.

## Demografia
Liczba mieszkańców Portage la Prairie wynosiła w 2021 roku 13 270 osób, o 0,3% mniej niż w poprzednim spisie w 2016 roku. Język angielski jest językiem ojczystym dla 89,4%, francuski dla 2,6% mieszkańców (2006).